# Římskokatolická farnost Albrechtice v Jizerských horách
Římskokatolická farnost Albrechtice v Jizerských horách (lat. Albrechtsdorfium) je církevní správní jednotka sdružující římské katolíky na území obce Albrechtice v Jizerských horách a v jejím okolí. Organizačně spadá do libereckého vikariátu, který je jedním z 10 vikariátů litoměřické diecéze. Centrem farnosti je kostel svatého Františka z Pauly v Albrechticích.

## Historie farnosti
Nejprve se jednalo od roku 1784 o lokálii. Od roku 1787 jsou vedeny matriky. Farnost byla kanonicky zřízena od roku 1851.

### Duchovní správci vedoucí farnost
Začátek působnosti jmenovaného v duchovní správě farnosti od:
- 1788 cap. loc. Raymundus Casper O.P.
- 1790 cap. loc. Laurent. Schrötter O.P.
- 1797 cap. loc. Franc. Loh
- 1798 cap. loc. Andreas Rasche, n. 2. 10. 1747 in Haida, o. 1774, † 25. 1. 1821
- 1818 cap. loc. pens. Andr. Rasche, admin int. Joan. Appel
- 1821 cap. loc. August. Neumann, n. 15. 6. 1779 Polubný, o. 30. 8. 1803
- 1828 cap. loc. Josef Schroetter, n. 8. 4. 1793 Liberec, o. 24. 8. 1819
- 1851 protopar. (prvofarář) Josef Schroetter, n. 8. 4. 1793 Liberec, o. 24. 8. 1819, † 2. 3. 1870
- 1870 Josef Riedel, n. 6. 9. 1828 Liberec, o. 25. 7. 1852, † 9. 5. 1892
- 1879 par. vacat, admin. int. Josef Hübner
- 1879 Josef Hübner, n. 7. 6. 1842 Vratislavice, o. 15. 7. 1868, † 4. 2. 1899
- 1895 Joseph Středa, n. 23. 12. 1865 Červený Kostelec, o. 24. 5. 1891, † 2. 10. 1912
- 1913 par. vacat, adm. interc. Reinhold Sauermann
- 1914 par. Reinhold. Sauermann, n. 22. 7. 1882 Langenbielau (Sil), o. 10. 2. 1907
- 1921 par. vacat, adm. interc. Josef Kopřiva, n. 4. 8. 1884, o. 9. 7. 1909
- 1922 František Čistecký, n. 1. 4. 1888 Arnau, o. 9. 7. 1911
- 1938 par. vacat, cap. adm. interc. Leo Hatscher, n. 16. 12 1889, o. 13. 7. 1913
- 1939 František Seidl, n. 6. 8. 1906 Hirschau, o. 29. 6. 1931
- k 19. 9. 1946 František Čistecký
- 1. 5. 1950 Eduard Oliva
- 1. 5. 1951 Bohumír Obruča
- 1. 12. 1951 Klement Ruisl
- 15. 1. 1952 Joseph Zach
- 1. 5. 1958 Zdeněk Maryška
- 1. 8. 1975 Antonín Bratršovský
- 1. 10. 1990 Leopold Paseka
- 1. 8. 1992 Petr Kothaj, admin. exc. ze Smržovky
- 2000 Michael Podzimek
- 1. 7. 2009 Pavel Ajchler, admin. exc. z Tanvaldu[3]

Kromě kněží stojících v čele farnosti, působili ve farnosti v průběhu její historie i jiní kněží. Většinou pracovali jako farní vikáři, kaplani, katecheté, výpomocní duchovní aj.

## Území farnosti
Do farnosti náleží území obce:
- Albrechtice v Jizerských horách (Albrechtsdorf)[p 2]
- Mariánská Hora (Marienberg)[p 2]
- Žďár (Brand)[p 2]

## Římskokatolické sakrální stavby na území farnosti
| | Fotografie | Stavba                       | Místo                           | Bohoslužby                      | Zeměpisné souřadnice             | Status       | Číslo kulturní památky           |
| Kostel | Kostel     | Kostel                       | Kostel                          | Kostel                          | Kostel                           | Kostel       | Kostel                           |
| --- | ---------- | ---------------------------- | ------------------------------- | ------------------------------- | -------------------------------- | ------------ | -------------------------------- |
| 1. |            | Kostel sv. Františka z Pauly | Albrechtice v Jizerských horách | bližší informace o bohoslužbách | 50°45′34″ s. š., 15°17′4″ v. d.  | farní kostel | 40181/5-4782 (Pk•MIS•Sez•Obr•WD) |
| Kaple |            |                              |                                 |                                 |                                  |              |                                  |
| 2. |            | Kaple Panny Marie Růžencové  | Albrechtice v Jizerských horách | bližší informace o bohoslužbách | 50°46′10″ s. š., 15°17′19″ v. d. | obecní kaple | –                                |
| Některé drobné sakrální stavby a pamětihodnosti lze dohledat zde v databázi Drobné sakrální památky Zaniklé sakrální stavby lze dohledat zde v databázi Poškozené a zničené kostely, kaple a synagogy v České republice |            |                              |                                 |                                 |                                  |              |                                  |

Ve farnosti se mohou nacházet i další drobné sakrální stavby, místa římskokatolického kultu a pamětihodnosti, které neobsahuje tato tabulka.

## Příslušnost k farnímu obvodu
Z důvodu efektivity duchovní správy byl vytvořen farní obvod (kolatura) farnosti Tanvald, jehož součástí je i farnost Albrechtice v Jizerských horách, která je tak spravována excurrendo. Přehled těchto kolatur je v tabulce farních obvodů libereckého vikariátu.

#### Galerie

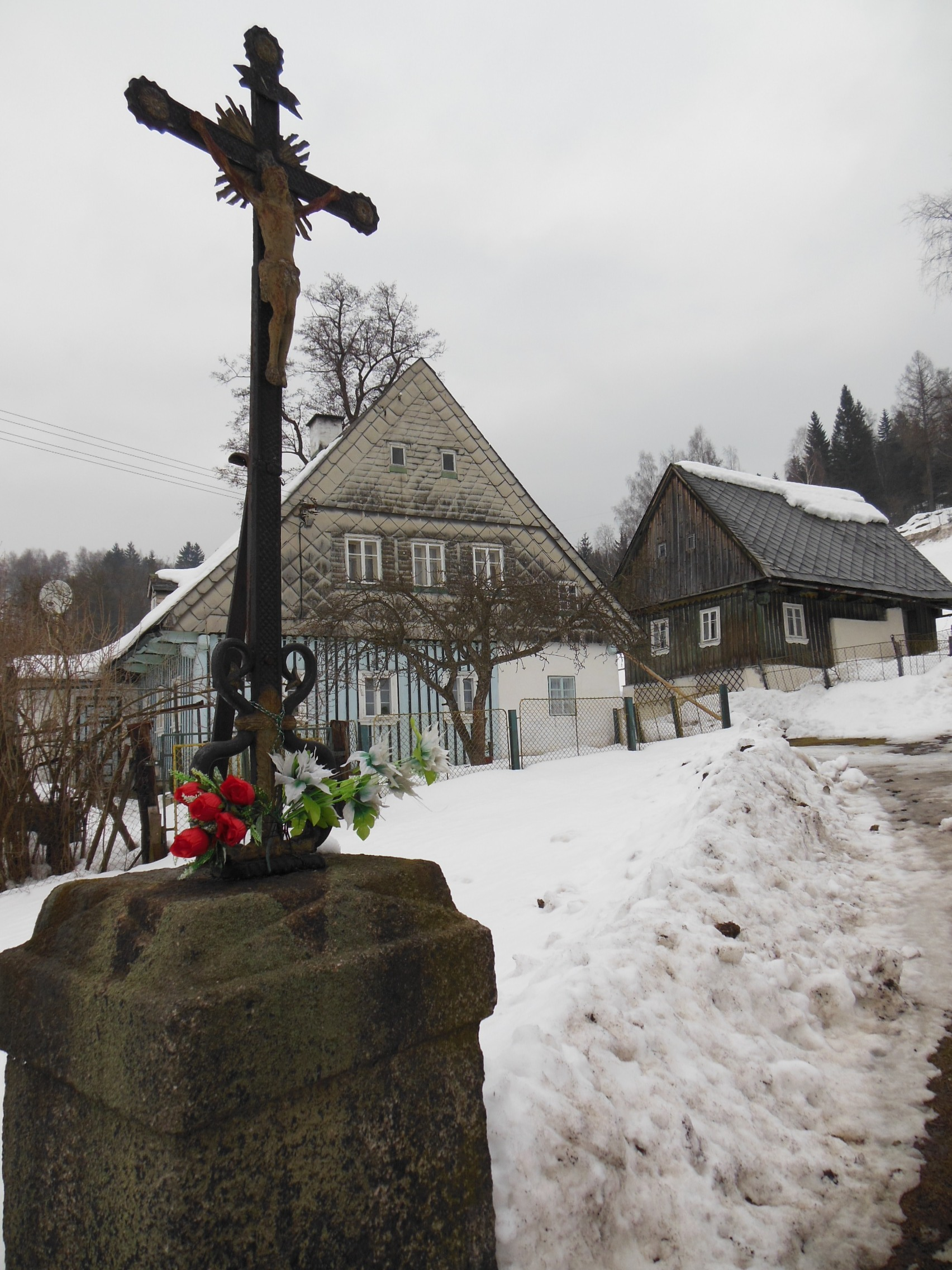
Kříž u domu č.p. 39 v Albrechticích
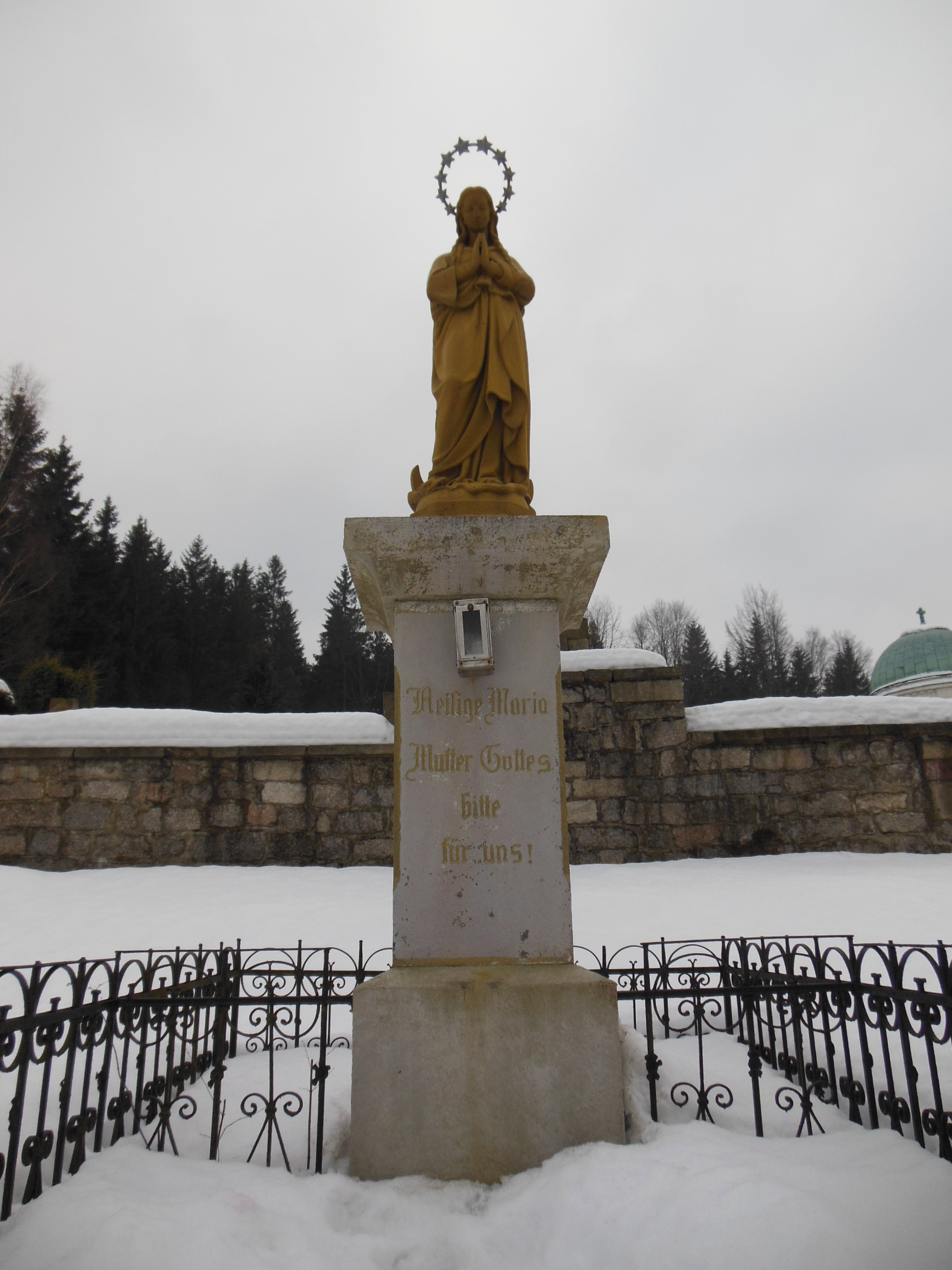
Socha Panny Marie v Albrechticích